# Hermonassa tamsi
Hermonassa tamsi là một loài bướm đêm trong họ Noctuidae.